# Advento e Triunfo de Cristo
Advento e Triunfo de Cristo é uma pintura a óleo sobre carvalho datada de c. 1480 do pintor flamengo Hans Memling. Foi concebida para o altar da associação de curtidores da Igreja de Nossa Senhoras em Bruges, mas encontra-se, actualmente, na Antiga Pinacoteca em Munique.

## Descrição
A pintura mostra 25 episódios da Vida de Cristo (apesar de alguns terem sido interpretados como uma versão das Sete alegrias de Maria) combinadas numa única narrativa sem uma cena central dominante: inclui a Anunciação; a Anunciação aos pastores; a Natividade; o Massacre dos Inocentes; a Adoração dos Magos; a Paixão; a Ressurreição; a Ascensão; Pentecostes; a Dormição; e a Assunção de Maria. Um estilo de narrativa semelhante foi utilizada por Memling no seu anterior trabalho Cenas da Paixão de Cristo (c. 1470), encomendada por Tommaso Portinari e actualmente na Galleria Sabauda em Turim.